# Hwang Young-cho
Hwang Young-cho (hangul 황영조, hancha 黃永祚, ur. 22 marca 1970 w Samcheok) – południowokoreański lekkoatleta maratończyk, mistrz olimpijski z Barcelony.
Przed igrzyskami olimpijskimi w 1992 w Barcelonie tylko trzy razy przebiegł maraton, dwa razy wygrywając i raz zajmując 2. miejsce. W biegu podczas igrzysk był przez cały czas w czołowej grupie, która po 35 stopniała do dwóch zawodników: Hwanga i Kōichiego Morishity z Japonii. Na 40 kilometrze Hwang oderwał się od Morishity i samotnie zwyciężył. Zwyciężył również w maratonie na igrzyskach azjatyckich w 1994 w Hiroszimie.
Później rzadko startował. Nie mógł bronić tytułu na igrzyskach olimpijskich w 1996 w Atlancie wskutek kontuzji i wkrótce potem zakończył karierę. Jego rekord życiowy w biegu maratońskim pochodzi z 1994 i wynosi 2:08:09ł.